# Хупель, Август Вильгельм
Август Вильгельм Хупель (нем. August Wilhelm Hupel; 25 февраля 1737 — 7 февраля 1819) — немецко-эстонский публицист, филолог, издатель.

## Биография
Родился 25 февраля 1737 года в Буттельштедте (герцогство Саксен-Веймар); был старшим сыном дьякона и пастора Христиана Фридриха Хупеля.
Учился в Веймарской гимназии и в Йенском университете (1754—1757), по окончании которого отправился в Ригу, где с 1758 года служил пастором в Экси, а с 1764 года — в приходе Оберпалене, где в конце 1760-х годов он организовал читательский кружок, объединявший местную интеллигенцию более 30 лет.
Просветительская деятельность Хупеля началась с четырёхтомного описания «Топографические новости из Лифляндии и Эстляндии» (нем. Topographische Nachrichten von Lief- und Ehstland; 1777).
Основное его сочинение — «Эстонская грамматика… с полным словарём» (нем. Ehstnische Sprachlehre…; 1780), в которую вошли также работы И. К. Кларе; первое издание содержало около 17 000 слов, второе издание 1820 года насчитывало уже около 20 000 слов. Писал он, в основном, на немецком языке. На немецком же выходил и издававшийся им журнал «Nordische Miscellaneen» (1781—1798) — c 1792 года, под названием «Neue Nordische Miscellaneen». Журнал был закрыт в связи с цензурными ограничениями (всего вышло 46 номеров).
В книге «Опыт статистического исследования Российского государства» (нем. Versuch die Staatsverfassung des Russischen Reichs darzustellen; 1793) Хупель полемизировал с крупнейшим российским статистиком XVIII века И. Ф. Германом.
Императорский Дерптский университет 31 декабря 1803 года присвоил ему звание почётного доктора философии, а в 1818 году — доктора теологии. 
В 1805 году переехал в Пайде, где продолжал активную деятельность, сотрудничал с одним из пионеров научных исследований эстонского языка Иоганном Генрихом Розенплантером .
Умер 6 (18) января 1819 года. Был похоронен на кладбище Реопалу в Пайде; точное место захоронения неизвестно, но на кладбище установлен памятный камень.